# Florès
Cet article possède des homonymes et des paronymes, voir Flores et Florez.
Florès, en indonésien Pulau Flores, est une île du sud de l'Indonésie faisant partie des Petites îles de la Sonde et située à 767 km au nord-ouest de l'Australie. L'île est longue de 360 kilomètres et fait 14 300 km². Elle se trouve à 0,32 km à l'est de l'île de Rinca, à 0,7 km à l'ouest de l'île d'Adonara, dans les îles Solor, et à 45 km au nord de l'île de Sumba. À 25 km à l'ouest se situe l'île de Komodo. Son nom vient du portugais Flores qui signifie en français « fleurs ». Florès borde la mer homonyme au nord et la mer de Savu au sud.

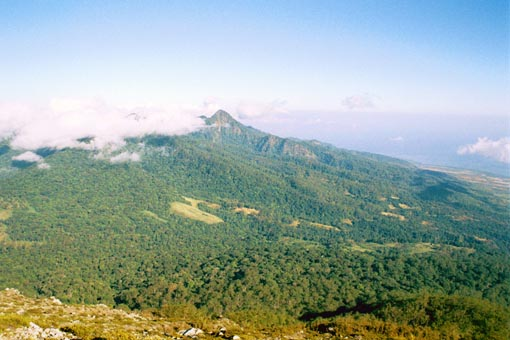
Paysage de Florès.

## Administration
Florès fait partie de la province des Petites îles de la Sonde orientales. L'île est découpée en huit kabupaten, soit d'ouest en est :
- Kabupaten de Manggarai occidental, chef-lieu : Labuan Bajo ;
- kabupaten de Manggarai, chef-lieu : Ruteng ;
- kabupaten de Manggarai oriental, chef-lieu : Borong ;
- kabupaten de Ngada, chef-lieu : Bajawa ;
- kabupaten de Nagekeo, chef-lieu : Mbay ;
- kabupaten d'Ende, chef-lieu : Ende ;
- kabupaten de Sikka, chef-lieu : Maumere ;
- kabupaten de Florès oriental, chef-lieu : Larantuka.

## Langues
La langue officielle est l'indonésien (Bahasa Indonesia), elle coexiste avec de nombreux dialectes ; on dénombre dix langues parlées dans l'île.

## Population
Les habitants de Florès descendent pour partie de populations mélanésienes, et pour partie de colons portugais dont la présence sur l'île a perduré plusieurs siècles (du XVIe siècle jusqu'en 1859). Dans le nord de Florès vivent également des populations Bajau, Bugis et Butonesen.
Florès abrite une population de pygmées, dont les génomes montrent une sélection polygénique de la petite taille, ainsi qu'un héritage de néandertaliens et de dénisoviens mais pas de l'Homme de Florès : la sélection d'une petite taille a opéré indépendamment chez au moins deux lignées d'hominines sur l'île.

## Préhistoire

### Hominines de Mata Menge
En 2014 ont été mis au jour sur le site préhistorique de Mata Menge des fossiles d'hominines datés de 700 000 ans avant le présent, les plus anciens jamais trouvés sur l'île de Florès, appartenant à une espèce mal identifiée. La campagne de fouilles qui a permis cette découverte a duré cinq ans ; elle avait pour but d'élucider le mystère des origines de l'Homme de Florès, vieux de 95 000 ans.

### L'Homme de Florès
En septembre 2003, dans la grotte de Liang Bua, sur la côte occidentale de Florès, une équipe de paléontologues coordonnée par Michaël Morwood (Université de Nouvelle-Angleterre, à Armidale en Australie) et Raden Soejono (en) (Centre indonésien pour l'archéologie de Jakarta) a découvert les restes d'un hominidé fossile d'une espèce inconnue, dénommée Homme de Florès (Homo floresiensis).
L'Homme de Florès semble constituer une version naine de l'espèce Homo erectus, considérée comme éteinte il y a 400 000 ans environ. L'âge du fossile (d'abord estimé à 12 000 ans mais revu depuis à 50 000 ans), étonnamment récent pour un descendant ou un cousin d'H. erectus, ainsi que sa petite taille (environ un mètre avec un cerveau de seulement 380 cm3), ont surpris les paléoanthropologues.
Les inventeurs ont fourni un moulage du crâne à Peter Brown qui a pu étudier le squelette sur une période de trois mois. Les premiers résultats ont été publiés dans deux articles, de Nature le 28 octobre 2004.

## Histoire
Au Ve siècle après J.-C., deux types de royaumes dominent l'archipel indonésien : les royaumes tournés vers la mer, dont l'économie repose sur le commerce, établis sur les côtes de Sumatra, de Bornéo, de Célèbes, et les royaumes tournés vers les terres de l’intérieur, dont l'économie repose sur la culture du riz, au centre et à l'est de Java. Ces royaumes adoptent la langue du monde indien, le sanskrit, et les religions indiennes que sont le bouddhisme et l’hindouisme. Le royaume de Sriwijaya, sur l'île de Sumatra, est le plus connu de ces royaumes indianisés ; son essor date du VIIe siècle ; il entretient des relations commerciales régulières avec l'Inde et la Chine. Au sanskrit succède progressivement le proto-malais.
À partir de la fin du XIIIe siècle l’islam se répand dans l'archipel ; il avait déjà commencé à se diffuser un peu plus tôt, comme en témoigne le règne de Malikussaleh (en), sultan de Pasai, premier souverain islamisé connu dans la région.
Les premiers Européens à venir à Florès sont les Portugais ; les dominicains établissent une mission à Larantuka au début du XVIe siècle.
Au XIXe siècle, les Néerlandais commencent à s'intéresser à Florès, d'une part à cause d'esclaves, d'autre part pour le pillage d'épaves qu'on y pratique. Ils y lancent des expéditions en 1838 et 1846. Les Portugais, établis dans l'est de Timor, finissent par reconnaître la souveraineté néerlandaise sur Florès en 1859.
En 1890, les Néerlandais lancent une nouvelle expédition militaire pour protéger une exploration minière.
En 1907, une rébellion éclate. Sa répression conduit à la conquête définitive de l'île. Le prosélytisme catholique est bien vu par les autorités coloniales, qui y voient un moyen d'empêcher la diffusion de l'islam.

## Culture
Les habitants de l'île sont à plus de 90 % catholiques, ce qui constitue la trace la plus marquante de la colonisation portugaise.
Les langues parlées à Florès appartiennent au sous-groupe bima-sumba du malayo-polynésien central des langues austronésiennes.
Dans les districts de Ngada et Ende dans le centre de l'île, se trouve la chaîne dialectale de Florès Centre (Central Flores Dialect Chain ou Central Flores Linkage). Dans cette zone, il existe de légères variations linguistiques d'un village à l'autre. Au total on a identifié six langues différentes. De l'ouest vers l'est ce sont le ngadha ou ngada, le nage, le keo, l'ende, le lio et le palu'e qui est parlé sur l'île du même nom au nord de Florès. On pourrait aussi ajouter le so'a et le bajawa, bien que les anthropologues les considèrent comme des dialectes du ngadha. À des degrés divers, des mots, ou du vocabulaire, issus du portugais se retrouvent dans les divers dialectes, et langues de Florès, héritage de la colonisation portugaise.

## Géologie
Du point de vue géodynamique, cette île, bordée, au nord, par le bassin de Florès et, au Sud, par le bassin de Savu, est volcaniquement active avec au moins 13 volcans fonctionnels. D'autre part, elle correspond à une zone de forte activité sismique (séisme du 12 décembre 1992 de magnitude 7,5).
L'analyse stratigraphique et magmatique (géochronologie, géochimie) montre que Florès est une île « jeune », se créant probablement à l'Oligocène supérieur mais sûrement au Miocène moyen.
Dans le détail on distingue :
- un cycle Oligocène probable - Miocène moyen à supérieur caractérisé par :
  - un axe volcanique E-W (formation Kiro) où 17 laves prélevées donnent des âges radiométriques compris entre 16 Ma et 8,4 Ma (Burdigalien terminal au Tortonien moyen) et 1 lave 27,7 Ma et 25,7 Ma (Oligocène terminal) ;
  - des dépôts latéraux volcano-sédimentaires et sédimentaires, hétérochrones, aux microfaunes excessivement remaniées. On distingue néanmoins, de bas en haut, la formation Nangapanda turbiditique et tufacée du Miocène moyen, la formation Bari, faite de calcaires néritiques à récifaux du Miocène moyen à supérieur, la formation Laka crayeuse et tufacée à ponces du Miocène supérieur ;
- un cycle miocène terminal - plio-quaternaire à dominante volcanique où 13 échantillons, dont 2 granodiorites, ont été datés radiométriquement de 6,7 Ma à 1,2 Ma.

L'analyse géochimique des roches volcaniques des deux cycles, précédemment définis (éléments majeurs, éléments en traces, etc.), montre que l'on a affaire à un magmatisme orogénique d'arc insulaire lié à une subduction. Florès est, à cet effet, à la terminaison orientale du dispositif de la Sonde jalonné, d'ouest en est, par les îles de Sumatra, de Java, de Bali, de Lombok et de Sumbawa.
Du point de vue régional et chronologique, le magmatisme apparait à Florès lorsque celui de Sumba, ayant débuté au Crétacé supérieur, cesse. Ainsi, à l'Oligocène, l'île de Sumba quitte sa position d'arc actif pour se positionner dans le bassin d'avant arc externe, Florès prenant alors sa place.
Au Plio-Quaternaire, la plaque continentale australienne, venant du sud, entre en collision avec la plaque eurasienne à l'est, au droit de Timor. Néanmoins, des prémices de collision se font sentir à l'ouest, au droit du secteur étudié, pourtant placé encore dans le dispositif de subduction, avec la surrection pure de Sumba et le développement d'une compression méridienne assez modeste au droit de Florès, marquée par un réseau de failles conjuguées actives et par, au nord de l'île, le chevauchement dit « de la mer de Florès », à vergence nord, absorbant en partie le raccourcissement créé.

## Flore et faune
Florès est située à proximité de la ligne Wallace.
Quelques spécimens du plus grand varan au monde, le dragon de Komodo, se trouvent en liberté sur la côte occidentale.
On y trouve aussi le sanglier de l'Île de Flores.

## Tourisme
Une des attractions touristiques de Florès est le cratère du Kelimutu avec ses trois lacs colorés, dans le kabupaten d'Ende. Leur couleur se modifie de façon régulière. Les dernières couleurs, en 2003, étaient respectivement turquoise, verte et rouge mais depuis le lac rouge serait devenu noir.

## Galerie

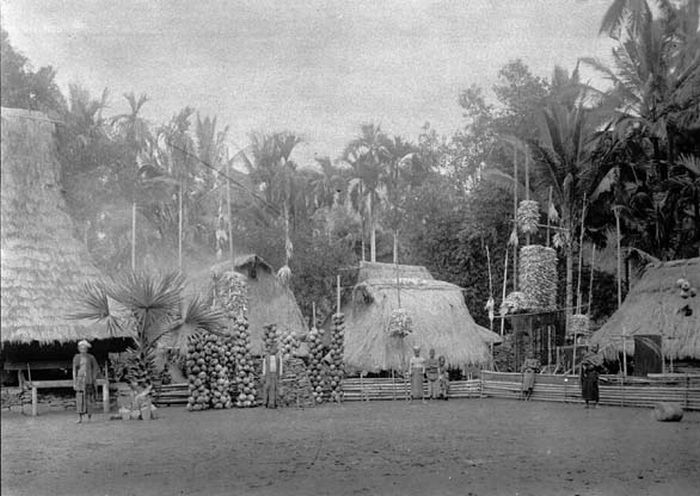
Place de village en pays Nggaja (1915).
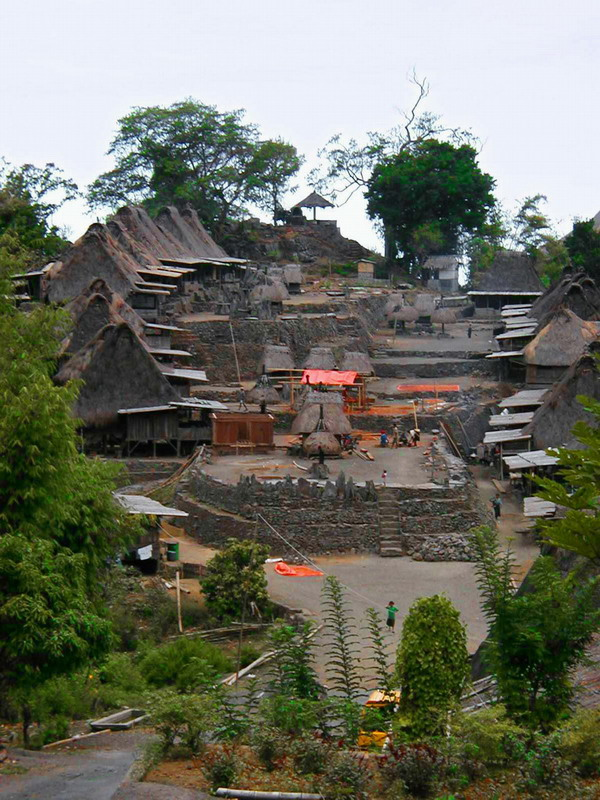
Bena, village traditionnel (région de Bajawa).
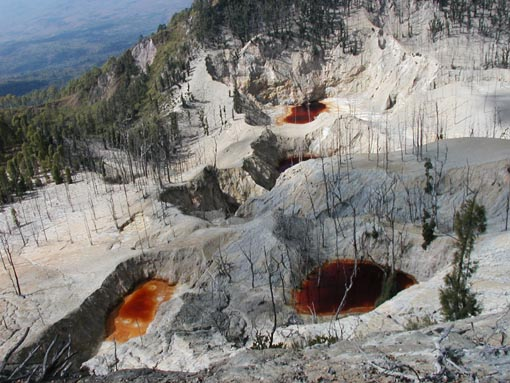
Volcan d'Inielika (région de Bajawa), lacs de cratères de couleur rouge résultant d'une éruption en 2001.
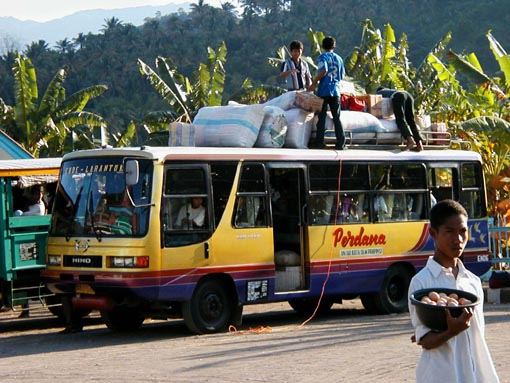
Le moyen de transport privilégié de Flores (Ende).
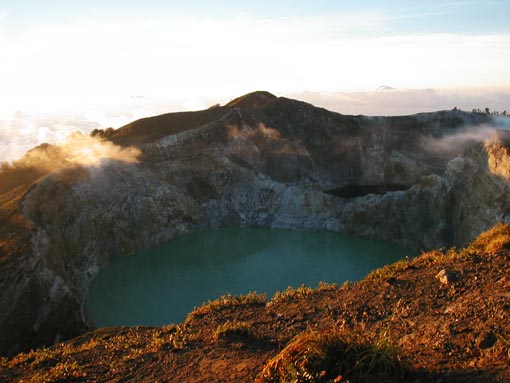
Deux lacs de Kelimutu (Moni).
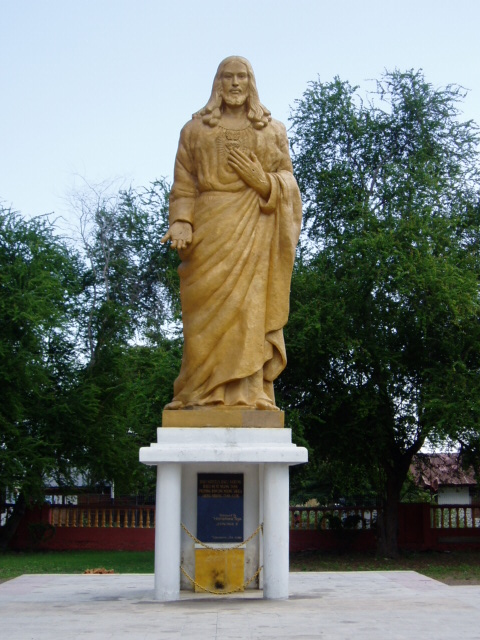
Statue de Jésus. L'île est à majorité catholique (Maumere).